# Distrito electoral de Nortonville (Illinois)
Nortonville (en inglés: Nortonville Precinct) es un distrito electoral ubicado en el condado de Morgan en el estado estadounidense de Illinois. En el Censo de 2010 tenía una población de 289 habitantes y una densidad poblacional de 4,4 personas por km².

## Geografía
Según la Oficina del Censo de los Estados Unidos, tiene una superficie total de 65.72 km², de la cual 65.69 km² corresponden a tierra firme y (0.06%) 0.04 km² es agua.

## Demografía
Según el censo de 2010, había 289 personas residiendo en Nortonville. La densidad de población era de 4,4 hab./km². De los 289 habitantes, Nortonville estaba compuesto por el 98.27% blancos, el 0.35% eran afroamericanos, el 0% eran amerindios, el 0% eran asiáticos, el 0% eran isleños del Pacífico, el 0% eran de otras razas y el 1.38% pertenecían a dos o más razas. Del total de la población el 0% eran hispanos o latinos de cualquier raza.